# 山口家庭裁判所
山口家庭裁判所（やまぐちかていさいばんしょ）は、山口県山口市にある日本の家庭裁判所の一つで、山口県を管轄している。略称は、山口家裁（やまぐちかさい）。周南、萩、岩国、下関、宇部に支部を、船木（宇部市）、柳井に出張所を置いている。
本庁は山口地方裁判所本庁に、周南市、萩市、岩国市、下関市、宇部市の支部は山口地方裁判所支部に併設されている。

## 所在地
- 本庁：山口県山口市駅通り1丁目6-1　北緯34度10分25.6秒 東経131度28分44秒 / 北緯34.173778度 東経131.47889度
JR山口線 山口駅 徒歩2分
- 周南支部：山口県周南市岐山通2丁目5　　北緯34度3分21.6秒 東経131度48分28.7秒 / 北緯34.056000度 東経131.807972度
山陽新幹線, JR山陽線, 岩徳線 徳山駅 北側国道2号線方面へ徒歩12分
- 萩支部：山口県萩市江向469　北緯34度24分39.2秒 東経131度23分53.6秒 / 北緯34.410889度 東経131.398222度
JR山陰線 萩駅からタクシー10分
防長バス萩センター 西側徒歩5分
- 岩国支部：山口県岩国市錦見1丁目16-45　北緯34度10分5.4秒 東経132度11分26.5秒 / 北緯34.168167度 東経132.190694度
JR山陽線, 岩徳線, 錦川鉄道錦川清流線 岩国駅から裁判所前バス停(岩国市営バス等)10分-裁判所前バス停北側徒歩3分
JR岩徳線, 錦川鉄道錦川清流線 西岩国駅 北側徒歩10分
- 下関支部：山口県下関市上田中町8丁目2-2　北緯33度57分55.9秒 東経130度56分12.1秒 / 北緯33.965528度 東経130.936694度
JR山陽線, 山陰線 下関駅から山の口バス停(山電交通)20分-山の口バス停から徒歩10分
- 宇部支部：山口県宇部市琴芝町2丁目2-35　北緯33度57分9.7秒 東経131度15分16.9秒 / 北緯33.952694度 東経131.254694度
JR宇部線 琴芝駅 北東徒歩3分
- 舟木出張所:山口県宇部市大字船木字中市183　北緯34度2分40.9秒 東経131度13分28.3秒 / 北緯34.044694度 東経131.224528度
JR山陽線, 宇部線 宇部駅もしくはJR山陽線, 小野田線 小野田駅から船木バス停(船鉄バス)15分-船木バス停から徒歩5分
JR山陽線 厚東駅からタクシー7分
- 柳井出張所:山口県柳井市山根10-20　北緯33度58分5.1秒 東経132度6分58.8秒 / 北緯33.968083度 東経132.116333度
JR山陽線 柳井駅北東徒歩15分，又はタクシー5分

## 管轄
- 本庁
  - 山口市、防府市、美祢市（旧美祢郡美東町、旧美祢郡秋芳町）
- 周南支部
  - 下松市、光市、周南市
- 萩支部
  - 萩市、長門市、阿武郡阿武町
- 岩国支部
  - 岩国市、玖珂郡和木町
- 柳井出張所
  - 柳井市、大島郡周防大島町、熊毛郡上関町、平生町、田布施町
- 下関支部
  - 下関市
- 宇部支部
  - 宇部市（旧厚狭郡楠町を除く）、山陽小野田市
- 船木出張所
  - 宇部市（旧厚狭郡楠町）、美祢市（旧美祢市）

※ただし、周南・萩・宇部の各支部および船木出張所の合議事件・少年事件は本庁で取り扱う。

※船木出張所は、家事審判法で定める家庭に関する事件の審判及び調停のみ扱い、その他の事務は宇部支部が扱う。

※柳井出張所は家事事件の受付および出張家事審判・出張家事調停のみ行い、その他の事務は岩国支部が扱う。

## 歴代所長
- 鈴木敏之（2000年12月 - 2003年1月 広島高等裁判所部総括判事）
- 山森茂生（2003年1月 - 2004年7月 依願退官）
- 山本武久（2004年7月 - 2006年7月 依願退官）
- 安原清藏（2006年7月 - 2008年3月 大阪高等裁判所部総括判事）
- 村岡泰行（2008年3月 - 2009年9月 定年退官）
- 楢崎康英（2009年9月 - 2011年12月 依願退官）
- 三代川三千代（2011年12月 - 2013年1月 定年退官）
- 林田宗一（2013年1月 - 2015年12月 定年退官）
- 宇田川基（2015年12月 - 2016年1月 定年退官）